# Z Ciapkowa
Z Ciapkowa (Ciapków) – potok, prawy dopływ Rycerskiego Potoku o długości 4,46 km i powierzchni zlewni 8,93 km².
Źródła potoku położone są na polskich stokach głównego grzbietu Beskidu Żywiecko-Kisuckiego, na odcinku od grzbietu Jabramów po Jaworzynę. Najwyżej położone z tych źródeł znajdują się na wysokości około 1070 m. Spływa cały czas lesistym terenem w kierunku północnym, potem północno-zachodnim i na wysokości ok. 690 m uchodzi do Rycerskiego Potoku. Ma dwa dopływy – potok Abramów spływający spod Przełęczy pod Jaworzyną i prawy – potok Śrubita, odwadniający rejon od Będoszki Małej poprzez przełęcz Przegibek, szczyty Przegibek, Bania, Przełęcz pod Banią i Kikulę po grzbiet Jabramów.
Niemal cała zlewnia potoku Ciapków znajduje się w porośniętych lasem górach, bezleśne jest jedynie osiedle Przegibek położone na polanie pod przełęczą Przegibek, oraz dolna część potoku, tuż przed jego ujściem do Rycerskiego Potoku, znajduje się tutaj osiedle Ciapków (obydwa te osiedla należą do miejscowości Rycerka Górna w województwie śląskim, w powiecie żywieckim, w gminie Rajcza).